# Kneïs
Kneïss o Kneïs (Djzirat el Bessila) és una petita illa situada a la costa nord del Golf de Gabes, prop de Skhira, a la governació de Sfax, delegació de Ghériba, a Tunísia. Fou declarada reserva natural el 18 de desembre de 1993, dedicada als ocells, i un lloc protegit per la convenció de Barcelona segons el Conveni de Ramsar.
Va estar habitada fins al 1993 per dos centenars de pescadors i recollidors de closques; alguns pescadors encara s'hi acosten de l'abril a l'octubre i hi fan activitats que no ajuden als ocells, utilitzant també la poca fusta i vegetació de l'illa. Al costat hi ha els illots de Djzirat El Hajar, Djzirat El Laboua i Djzirat El Jazirat el Rhabia. La superfície de tot el grup és 5,85 km².